# Топольчанки
Топольчянки (словац. Topoľčianky) — село в окрузі Злате Моравце Нітранського краю Словаччини. Площа села 26,33 км². Станом на 31 грудня 2015 року в селі проживало 2643 жителі.

## Географія
Протікають Гостянський потік і Ярки.

## Історія
Перші згадки про село датуються 1293 роком.

## Населення
| Рік:            | 1994. | 2004.   | 2014.   | 2024.   |
| --------------- | ----- | ------- | ------- | ------- |
| Кількість осіб: | 2935  | 2877    | 2705    | 2608    |
| Різниця:        |       | -1,97 % | -5,97 % | -3,58 % |

| Рік:            | 2023. | 2024.   |
| --------------- | ----- | ------- |
| Кількість осіб: | 2617  | 2608    |
| Різниця:        |       | -0,34 % |